# Gorzeń (województwo kujawsko-pomorskie)
Gorzeń – wieś w Polsce położona w województwie kujawsko-pomorskim, w powiecie nakielskim, w gminie Nakło nad Notecią, na krawędzi Pradoliny Toruńsko-Eberswaldzkiej, nad Kanałem Bydgoskim.

## Podział administracyjny
W latach 1975–1998 miejscowość administracyjnie należała do województwa bydgoskiego.

## Demografia
Według Narodowego Spisu Powszechnego (III 2011 r.) liczyła 368 mieszkańców. Jest dziewiątą co do wielkości miejscowością gminy Nakło nad Notecią.

## Galeria

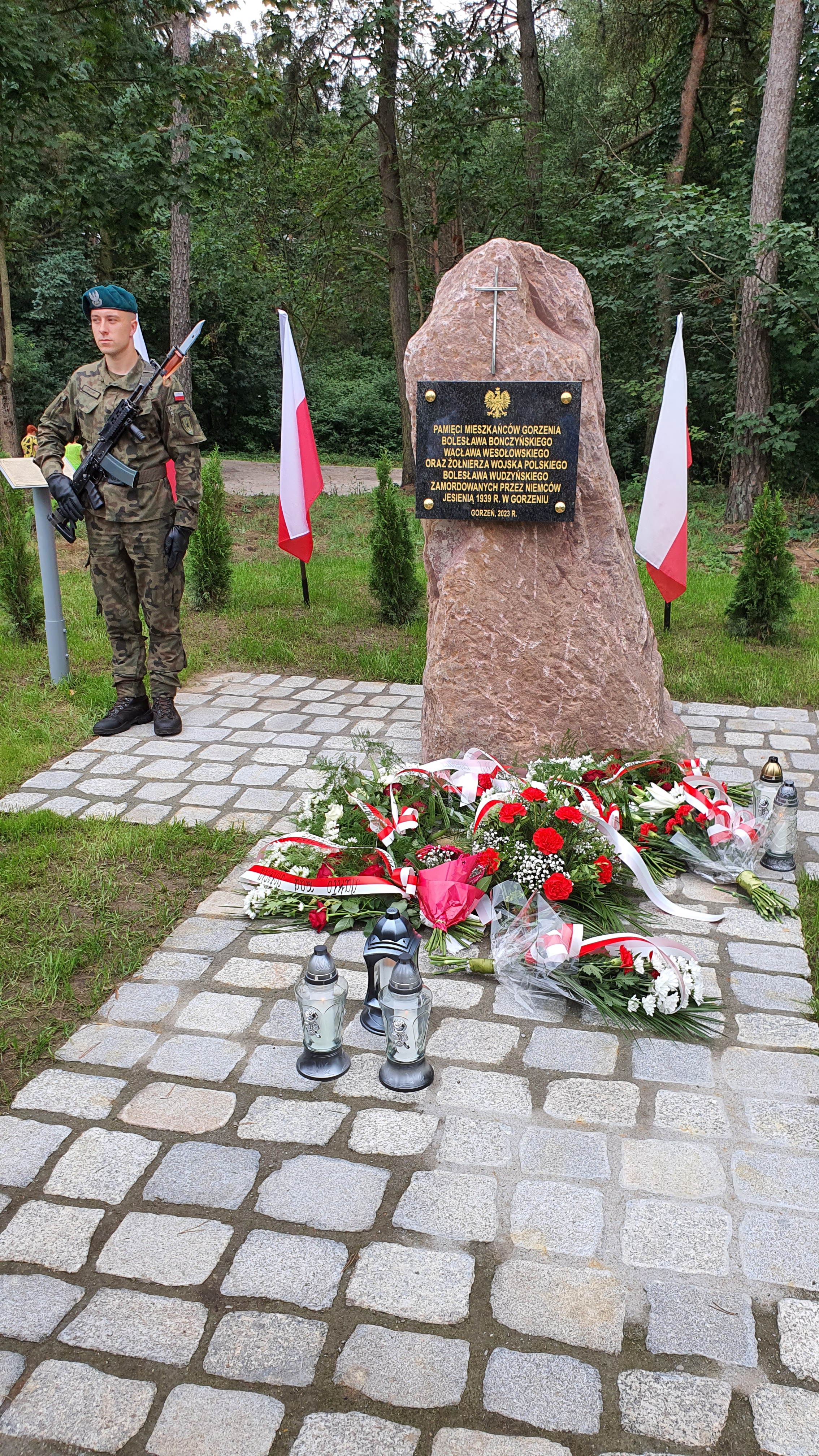
Gorzeń miejsce pamięci z II Wojny Światowej
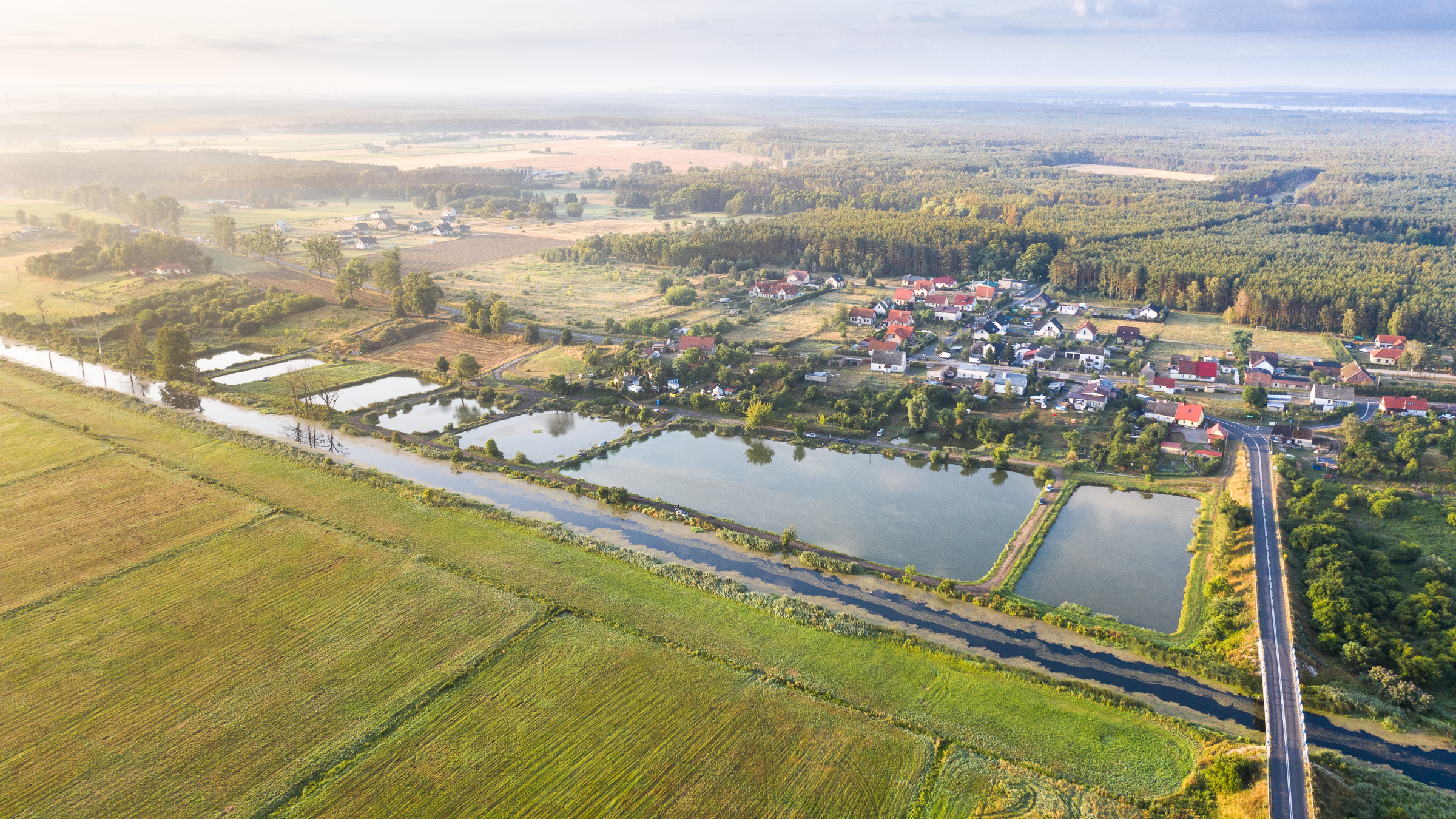
Widok Gorzenia z północy